# 이시형 (피겨스케이팅 선수)
이시형(2000년 12월 15일~)은 대한민국의 피겨스케이팅 선수이다. 4대륙 피겨스케이팅 선수권 대회에 5회 참가했으며, 한국 선수권 대회에 총 5회 입상했다.

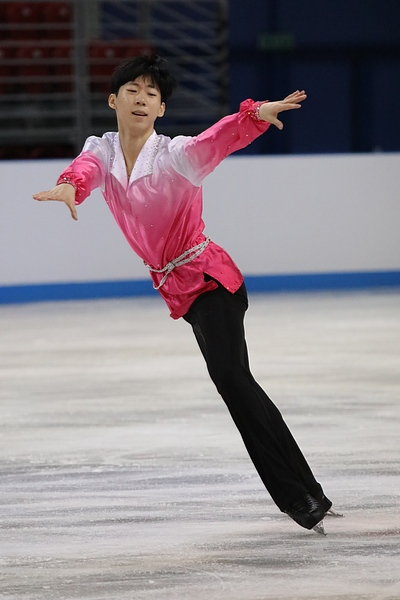
2018년 세계 주니어 선수권 당시의 이시형